# Faigão-de-bico-largo
Faigão-de-bico-largo (nome científico: Pachyptila vittata) é uma espécie de ave marinha da família Procellariidae.